# Высочанское
Высочанское (укр. Височанське) — село, относится к Тарутинскому району Одесской области Украины. Протекает река Сака.
Население по переписи 2001 года составляло 862 человека. Почтовый индекс — 68511. Телефонный код — 4847. Занимает площадь 1,92 км². Код КОАТУУ — 5124782601.

## История
В 1945 г. Указом ПВС УССР село Лак переименовано в Высочанское.

## Местный совет
68511, Одесская обл., Тарутинский р-н, с. Высочанское, ул. Молодёжная, 29